# نبرد الجزیره
نبرد الجزیره (عربی: معرکة الجزائر؛ ایتالیایی: La battaglia di Algeri؛ فرانسوی: La Bataille d'Alger‎ - در ایران: نبرد الجزایر) نام فیلمی جنگی محصول ۱۹۶۶ بر پایه وقایع رخ‌داده در جنگ الجزایر و نشان‌دهنده وقایعی است که در سالهای ۱۹۵۴ تا ۱۹۶۲ نیروهای الجزایری برای رهایی از سلطه فرانسه در شمال آفریقا انجام دادند. کارگردان نبرد الجزیره جیلو پونته‌کوروو است.
به دلیل ماهیت آتش‌افزای این فیلم، اکران این فیلم تا پنج سال در فرانسه ممنوع بود و توسط برخی از مقامات دولتی محکوم گشت. دهه ۶۰ میلادی، دهه رهایی از استعمار در بسیاری از کشورهای جهان بود. و بسیاری از این فیلم به عنوان الگویی برای جنگ‌های شهری و چریکی یاد می‌کنند. گفته می‌شود که برخی از گروه‌ها چون یوزپلنگ‌های سیاه و ارتش آزادیخواه ایرلند از برخی از تاکتیک‌های مورد استفاده در این فیلم استفاده کردند.
تاثیر این فیلم آن چنان زیاد بود که به عنوان فیلمی آموزشی برای تیم‌های ضد شورش مورد استفاده قرار می‌گیرد. این فیلم در سال ۲۰۰۳ در پنتاگون به نمایش در آمد و از تاکتیک‌های آن به عنوان مشکلاتی یاد شد که در جنگ عراق، ارتش آمریکا با آن مواجه می‌شود.

## تلاطم واقعیت و خلق فضاهای انتزاعی
فیلم "نبرد الجزیره" با استفاده از تکنیک‌های بصری خلاقانه، به ویژه در خلق حس مکان، تجربه سینمایی منحصربه‌فردی را برای مخاطب فراهم می‌کند. این فیلم با به تصویر کشیدن فضاهای موج‌دار و نامتعارف، حس مکان را دچار اختلال کرده و به مخاطب اجازه می‌دهد تا به عمق روایت و مفاهیم انتزاعی آن نفوذ کند.